# Plectroscapoides multituberculatus
Plectroscapoides multituberculatus – gatunek chrząszcza z rodziny kózkowatych i podrodziny zgrzypikowych. Jedyny przedstawiciel rodzaju Plectroscapoides.

## Zasięg występowania
Afryka Wschodnia, występuje w Tanzanii.